# ビル・リーブ
ウィルヘルム・アントン・「ビル」・リーブ（Wilhelm Anton "Bill" Leeb、1966年9月21日、オーストリア・ウィーン生まれ）は、オーストリア系カナダ人のエレクトロニック・ミュージシャン、レコード・プロデューサーである。彼はインダストリアル・ミュージック・グループ、フロント・ライン・アッセンブリーとデレリアムの創設メンバーとして知られている。また、ノイズ・ユニット、インターミックス、スキニー・パピー、シネステシア、サイバークティフ、エクイノックス、フェイクリアージュ、プロ>テックのグループとの活動でも知られている。

## 経歴
1984年、ヴィルヘルム・シュローダー（Wilhelm Schroeder）というペンネームでインダストリアル・バンド、スキニー・パピー（Skinny Puppy）に参加し、ベース・シンセと時折バッキング・ヴォーカルでレコーディングやコンサートに参加した。1986年に脱退し、マイケル・バルチ、後にリース・フルバー、クリス・ピーターソンらと自身のインダストリアル・プロジェクトフロント・ライン・アッセンブリーを結成。フロント・ライン・アセンブリーはアンダーグラウンドで一貫した成功を収めたが、リーブの最も広く知られた活動は、1990年代後半に「Silence」で大ヒットを飛ばしたサイド・プロジェクト、デレリアムによるものである。リーブは1999年のビデオゲーム、Quake III Arenaのサウンドトラックを作曲し、その中の拡張パック、Team Arenaは彼のバンド、フロント・ライン・アセンブリーが作曲した。
2017年、リーブはジョン・フライヤーのプロジェクトBlack Needle Noiseのリリースしたシングル『A Shiver of Want』にゲストシンガーとして参加した。
2022年、リーブはブラック・アステロイドのシングル「Methane Rain」にヴォーカルで参加した。
2024年6月、アメリカのレーベルMetropolisはリーブのファースト・ソロ・アルバム『Model Kollapse』を2024年9月13日にリリースすることを発表した。 ファースト・シングル『Terror Forms』は7月9日にビデオと共にリリースされた。 Metropolisは2024年8月9日にセカンド・シングル『Demons』をリリースし、これもビデオ付きだった。 リーブは、ソロ・アルバムのアイデアはアルバムのリリース前に他界したMetropolisの創設者デイヴ・ヘックマンから提案されたと説明している。

### トレント・レズナーとの論争
1992年、ナイン・インチ・ネイルズのトレント・レズナーは、音楽雑誌『Spin』のインタビューで、フロント・ライン・アッセンブリーをインダストリアル・ミュージックの 「教科書的なバンド」、彼らの音楽を 「単調で退屈な、刺激のないでたらめ 」と侮蔑的な発言をした。この号が発売される前に、レズナーはリーブに謝罪の手紙を送った。次の号で音楽雑誌『Spin』は謝罪文の一部を掲載し、その中でレズナーは「（自分の）口を開く前に考えるべきだった」と表明し、リーブはレズナーに「そのようなおかしな発言をする前に考えるべきだ」と懇願し、「他人をわざわざ貶める前に、他の人たちがもう少し考えるようになる」ことを望むという返事を添えた。

### 演技
1990年、リーブはホラー映画『Chunk Blower』の予告編に、スキニー・パピーのドウェイン・ゲッテルとともに出演し、殺人鬼の犠牲者の一人を演じた。資金不足のため、映画は製作されなかった。後に、ジム・ヴァン・ベバー監督とリーブは、シングル「Virus」のビデオで、この予告編の映像を使用する。

## 私生活
リーブはオーストリアとカナダの両方の国籍を持ち、ドイツ語だけでなく英語も話す。オーストリアの修道院付属学校で教育を受け、そこでヴァイオリンを学んだ。14歳のときに家族とともにカナダのブリティッシュコロンビア州キティマットに移り住み、そこで英語を学び、音楽に強い関心を抱くようになった。高校時代はマウント・エリザベス・セカンダリー・スクールに在籍した。 ブリティッシュコロンビア州ビクトリアにあるカムズン・カレッジで2年間ジャーナリズムを学んだ。バンクーバー (ブリティッシュコロンビア州)在住である。
リーブはカナダ人アーティストのカリラン・ロプキーと結婚していた。ロプキーはフロント・ライン・アセンブリーのツアーで「グッズのデザインと販売を行い、ライブ・パフォーマンスのためのビジュアル・プレゼンテーションをまとめた」。彼女は離婚後も、リーブのいくつかのプロジェクトのリリースのためにアートワークを作り続けた。

## ソロ・ディスコグラフィー
- 2024 - Model Kollapse

## 関連文書
- Reed, S. Alexander (2013). Assimilate: A Critical History of Industrial Music. Oxford University Press. ISBN 978-0-19-983260-6. LCCN 2012-42281. OCLC 1147729910